# Liste der Baudenkmäler im Wuppertaler Wohnquartier Cronenfeld
Die Liste der Baudenkmäler im Wuppertaler Wohnquartier Cronenfeld enthält die denkmalgeschützten Bauwerke auf dem Gebiet von Wuppertal-Cronenfeld in Nordrhein-Westfalen (Stand: November 2011). Diese Baudenkmäler sind in der Denkmalliste der Stadt Wuppertal eingetragen; Grundlage für die Aufnahme ist das Denkmalschutzgesetz Nordrhein-Westfalen (DSchG NRW).

## Auszug aus der Denkmalliste

### Eingetragene Baudenkmäler
| Bild           | Bezeichnung             | Lage                                     | Beschreibung                                                                 | Bauzeit                        | Eingetragen seit | Denkmal- nummer |
| -------------- | ----------------------- | ---------------------------------------- | ---------------------------------------------------------------------------- | ------------------------------ | ---------------- | --------------- |
| weitere Bilder | Wohnhaus                | Cronenfeld Dörkesdohr 18 Karte           | eine D-Nummer mit Dörkesdohr 20                                              | vor 1826                       | 27. August 1996  | 3994            |
| weitere Bilder | Wohnhaus                | Cronenfeld Dörkesdohr 20 Karte           | eine D-Nummer mit Dörkesdohr 18                                              | vor 1826                       | 27. August 1996  | 3994            |
| weitere Bilder | Wohnhaus mit Gaststätte | Cronenfeld Hahnerberger Straße 303 Karte | Wohnhaus mit Gaststätte Haus Mees, eine D-Nummer mit Hahnerberger Straße 305 | 18. Jahrhundert                | 20. Mai 1987     | 1057            |
| weitere Bilder | Wohnhaus mit Gaststätte | Cronenfeld Hahnerberger Straße 305 Karte | Wohnhaus mit Gaststätte Haus Mees, eine D-Nummer mit Hahnerberger Straße 303 | 18. Jahrhundert                | 20. Mai 1987     | 1057            |
| weitere Bilder | Wohnhaus                | Cronenfeld Hastener Straße 104 Karte     |                                                                              | um 1800                        | 30. Juli 1984    | 75              |
| weitere Bilder | Wohnhaus                | Cronenfeld Hauptstraße 93 Karte          |                                                                              | 1. Hälfte des 19. Jahrhunderts | 8. Januar 1988   | 1264            |
| weitere Bilder | Wohnhaus                | Cronenfeld Hinterdohr 15 Karte           |                                                                              | Ende des 18. Jahrhunderts      | 21. Juli 2000    | 4150            |